# Маякумський сільський округ
Маяку́мський сільський округ (каз. Маяқұм ауылдық округі, рос. Маякумский сельский округ) — адміністративна одиниця у складі Отирарського району Туркестанської області Казахстану. Адміністративний центр — село Маякум.
Населення — 3322 особи (2021; 3845 у 2009, 3891 у 1999, 4128 у 1989).
Станом на 1989 рік існувала Маякумська сільська рада (села Аккум, Бестам, Єшкікора, Костерек, Маякум, селище Босога). 2020 року ліквідовано села Аккум та Єшкікора.

## Склад
До складу округу входять такі населені пункти:
| Населений пункт | Колишні назви | Населення, осіб (1989) | Населення, осіб (1999) | Населення, осіб (2009) | Населення, осіб (2021) |
| --------------- | ------------- | ---------------------- | ---------------------- | ---------------------- | ---------------------- |
| Аккум, село     | -             | 209                    | 145                    | 0                      | -                      |
| Бестам, село    | -             | 267                    | 175                    | 148                    | 109                    |
| Єшкікора, село  | -             | 314                    | 294                    | 35                     | -                      |
| Костерек, село  | -             | 735                    | 651                    | 697                    | 579                    |
| Маякум, село    | -             | 2500                   | 2626                   | 2965                   | 2634                   |